# Photonenstrahlantrieb
Der Photonenstrahlantrieb ist ein von Eugen Sänger 1956 vorgeschlagener theoretischer Antrieb für interstellare Weltraumreisen, bei dem Antimaterie durch die Reaktion (Annihilation) mit Materie vollständig in Gammastrahlenenergie verwandelt wird, die dann die notwendige Schubkraft liefern soll, um Geschwindigkeiten nahe der Lichtgeschwindigkeit zu erreichen. Da so der gesamte Treibstoff in Bewegungsenergie umgewandelt werden würde, ergäbe sich daraus das bestmögliche Verhältnis von mitzuführendem Treibstoff und resultierender Bewegungsenergie.
Die bei annähernd Lichtgeschwindigkeit wirksam werdende Zeitdilatation würde es dann den Astronauten ermöglichen, auch entfernte Sterne innerhalb einer Lebensspanne zu erreichen. Allerdings würde auf der Erde ein Vielfaches der Zeit vergehen, so dass die Astronauten nur in eine entfernte Zukunft zurückkehren könnten.
Wegen der Schwierigkeit, Antimaterie herzustellen oder zu lagern, ist diese Antriebsart derzeit (Stand: 2016) technisch nicht umsetzbar. Des Weiteren steht auch keine Lichtquelle zur Verfügung, die so intensiv wäre, dass sich ein für einen Raketenantrieb genügend großer Schub ergeben würde.